# گل‌بی‌صبریان
گل بی‌صبر (تیره) (نام علمی: Balsaminaceae) نام یک تیره از راسته شمعدانی‌سانان است. سرده اصلی این تیره گل بی‌صبر است. این سرده بیش از ۱۰۰۰ گونه دارد.